# Атол Беллінсгаузена
Атол Беллінсгаузена (Motu One, Моту-Оне) — атол в складі Підвітряних островів архіпелагу Острови Товариства. Відкрито російським мандрівником Отто Євстафійович Коцебу і названий на честь Фадея Фадейовича Беллінсгаузена.
| Земля | Це незавершена стаття з географії. Ви можете допомогти проєкту, виправивши або дописавши її. |